# 23079 Munguia
23079 Munguia là một tiểu hành tinh vành đai chính với chu kỳ quỹ đạo là 1385.0411782 ngày (3.79 năm).
Nó được phát hiện ngày 7 tháng 12 năm 1999.